# Gabriel Lillieflycht
Gabriel Emporagrius adlad Lillieflycht, född 21 maj 1639 i Uppsala, död 18 december 1690 i Strängnäs, var en svensk professor, jurist och ämbetsman.

## Biografi
Gabriel Emporagrius var ende sonen som professorn och biskopen Erik Gabrielsson Emporagrius av prästsläkten Emporagrius hade som överlevde barndomen och föddes i dennes första äktenskap med Sara Eriksdotter Simtelia, dotter till Ericus Thomæ Simtelius. Modern avled när Gabriel Emporagrius var liten och fadern skulle gifta om sig två gånger.
Emporagrius blev professor i historia vid universitetet i Uppsala 1666, och handledde en avhandling, Civitas morata, quam approbante ampliss (1668) som han anges som författare av. Han adlades två år senare med namnet Lillieflycht och utsågs till kommissionssekreterare, till hovråd 1675 och till lagman i Södermanlands lagsaga 1682.
Vid hovet hade Lillieflycht diplomatiska uppdrag. Han var 1675 greve Brahes sekreterare och sändes i mars som sändebud till Köpenhamn med de svenska förhållningsbreven angående kriget mot Brandenburg, där Sverige begärde medling och Danmarks neutralitet. Han återvände i maj med Danmarks förslag.
Tillsammans med Johan Bergenhjelm befalldes han 1676 att övervaka och censurera Svenska Ordinarie Post-Tijdender eftersom tidningen inte ansågs vara tillräckligt diskret vid nyhetsförmedlingen. 
Lillieflycht var gift med Maria, dotter till professorn och riksrådet Mattias Biörenklou. Paret fick bara döttrar, och Lillieflycht slöt svärdssidan själv när han avled 1690.